# Nieja (miasto)
Nieja (ros. Нея) - miasto rejonowe w obwodzie kostromskim Rosji.
Liczy 11,2 tysięcy mieszkańców (2005). Założona nad rzeką Nieją w 1906 roku, prawa miejskie posiada od 1958 roku.